# 松浦直巳
松浦直巳（まつうら なおみ、1931年-　）は、英文学者、詩人、京都女子大学名誉教授。
兵庫県生まれ。神戸大学教育学部卒、武庫川女子大学講師、京都女子大学助教授、教授、1996年定年退任、名誉教授。ディラン・トマスの詩を多く翻訳した。

## 著書
- 『沈黙の終りと始まりと 松浦直巳詩集』愛育社 1982

編著
- 『英米文学との出会い』編 昭和堂 1983

### 翻訳
- 『ディラン・トマス詩集』ユリイカ 海外の詩人双書 1960
- ディラン・トマス『仔犬のような芸術家の肖像』昭森社 1964
- ディラン・トマス『詩と現実 詩論集』国文社 ピポー叢書 1965
- ディラン・トマス『詩劇ミルクの森で 多くの声のための劇』青木庸効共訳 国文社 ピポー叢書 1967
- A.T.デイヴィス『ディラン・トマス論 こわれた肉体の詩人』興文社 1968
- 『世界の詩 ディラン・トマス詩集』弥生書房 1972
- ディヴィス・ダンバー・マッケロイ『実存主義と現代文学』上村哲彦共訳 三興出版 1976
- ダニエル・アロン『知識人の挫折の歴史 アメリカにおける1930年代を中心にして』松本守共訳 文理 1977
- 『緑の導火線 ディラン・トマスの詩の解釈と鑑賞』著訳 昭和堂 1980
- ジョン・アカーマン『ウェールズの詩人ディラン・トマス 生涯と作品』北星堂書店 1985

## 参考
- 松浦直巳教授略歴及び著作目録 (松浦直巳教授退任記念号)  英文学論叢 1996